# Arthur Thesleff

Thesleffs "Karta öfver zigenarnas utbredning i Finland", enligt zigenarfolkräkningen 1895-1896.

Arthur Thesleff, född 5 mars 1871 på Liimatta gård vid Viborg, död 17 december 1920 i Stockholm var en finländsk och svensk botaniker och folklivsforskare som specialiserade sig på romernas språk och liv. Han var dotterson till Alexander Amatus Thesleff och brorson till Alexander Adam Thesleff.

## Liv och verk
Som botaniker specialiserade han sig på svampfloran i östra Finland. Men från 1894 inriktade han sig i stället på romernas kultur och språk. Han följde dem runt på resor, skrev böcker om dem och samlade på sig litteratur.
År 1906 avbröts dock hans studier. Till följd av den ryska regimens försök att förryska Finland, hade en utvandring till provinsen Misiones i Argentina inletts. Thesleff blev utnämnd till administrator för den finländska kolonin i Argentina. Men uppdraget passade inte för honom och han återvände 1909 till Norden och bosatte sig i Stockholm.
I Stockholm fortsatte han sina språkstudier på fältet och började umgås med tjuvar, prostituerade och andra socialt utslagna människor.  Syftet var att kartlägga det hemliga "tjuvspråket", ett slangspråk som användes i Stockholms undre värld, och som ansågs ha anknytning till romernas språk romani. Resultatet kom ut i bokform 1912 under titeln "Stockholms förbrytarspråk och lägre slang".

## Donation
Han donerade den 17 januari 1914 en samling med 682 böcker samt fotografier och kartor om romerna till Kungliga biblioteket. Samlingen är katalogiserad i Libris.

## Familj
Arthur Thesleffs farfar Peter Georg Thesleff var generalmajor och yngre bror till Alexander Amatus Thesleff. Fadern Fredrik Wilhelm Thesleff var överste. Han var gift med sin kusin Olga Maria Thesleff. Båda makarna, som blev Arthurs föräldrar, tillhörde adelsätten Thesleff.